# Острошинці
45°26′ пн. ш. 18°12′ сх. д. / 45.43° пн. ш. 18.20° сх. д.
Острошинці (хорв. Ostrošinci) — населений пункт у Хорватії, в Осієцько-Баранській жупанії у складі громади Подгорач.

## Населення
Населення за даними перепису 2011 року становило 95 осіб.
Динаміка чисельності населення поселення:

## Клімат
Середня річна температура становить 10,92 °C, середня максимальна – 25,15 °C, а середня мінімальна – -5,50 °C. Середня річна кількість опадів – 725 мм.
| Клімат поселення                              | Клімат поселення | Клімат поселення | Клімат поселення | Клімат поселення | Клімат поселення | Клімат поселення | Клімат поселення | Клімат поселення | Клімат поселення | Клімат поселення | Клімат поселення | Клімат поселення | Клімат поселення |
| Показник                                      | Січ.             | Лют.             | Бер.             | Квіт.            | Трав.            | Черв.            | Лип.             | Серп.            | Вер.             | Жовт.            | Лист.            | Груд.            |                  |
| Середній максимум, °C                         | 6,61             | 8,08             | 12,53            | 17,06            | 22,14            | 25,15            | 24,78            | 24,31            | 20,14            | 14,80            | 9,05             | 5,04             |                  |
| Середня температура, °C                       | 0,54             | 2,01             | 6,47             | 11,00            | 16,08            | 19,07            | 21,05            | 20,59            | 16,42            | 11,08            | 5,34             | 1,32             |                  |
| Середній мінімум, °C                          | −5,5             | −4,05            | 0,41             | 4,94             | 10,03            | 13,02            | 17,34            | 16,87            | 12,70            | 7,37             | 1,62             | −2,39            |                  |
| Норма опадів, мм                              | 46               | 44               | 43               | 55               | 68               | 94               | 66               | 63               | 53               | 63               | 72               | 58               |                  |
| Середньомісячна швидкість вітру, м/с          | 2.18             | 2.41             | 2.70             | 2.60             | 2.30             | 2.10             | 2.10             | 1.90             | 1.90             | 2.00             | 2.13             | 2.22             |                  |
| Середньомісячна сонячна радіація, кДж/м²·день | 4255             | 6981             | 10865            | 15296            | 19218            | 21227            | 22198            | 20233            | 14954            | 9328             | 4869             | 3638             |                  |
| --------------------------------------------- | ---------------- | ---------------- | ---------------- | ---------------- | ---------------- | ---------------- | ---------------- | ---------------- | ---------------- | ---------------- | ---------------- | ---------------- | ---------------- |
| Джерело:                                      |                  |                  |                  |                  |                  |                  |                  |                  |                  |                  |                  |                  |                  |